# Vulpes vulpes hoole
Vulpes vulpes hoole es una subespecie de  mamíferos carnívoros  de la familia Canidae.

## Distribución geográfica
Se encuentra al sur de la China.